# Daito
Este artigo é sobre a cidade; se procura a arma, veja Daito (arma); se procura as ilhas do grupo Okinawa, veja ilhas Daito.
Daito (大東市 -shi) é uma cidade japonesa localizada na província de Osaka.
Em 2003 a cidade tinha uma população estimada em 128 940 habitantes e uma densidade populacional de 7 057,47 h/km². Tem uma área total de 18,27 km².
Recebeu o estatuto de cidade a 1 de Abril de 1956.

## Transporte
Ferrovia:

JR Linha gakkentoshi - Estações Suminodo, Nozaki e Shijonawate.
Ônibus:

Kintetsu:
- Linhas da estação Suminodo à estação Yao, Aramoto, Hyotanyama e Kayashima.

Keihan:
- Linhas da estação Shijonawate à estação da cidade de Neyagawa, à estação da cidade de Moriguchi e à estação da cidade de Hirakata.

Rodovia:

Rodovia nacional 170.